# Овча
Овча (рум. Ofcea) је приградско насеље у градској општини Палилула у Граду Београду. Налази се на левој страни Дунава, у Банату. Према попису из 2022. има 3.494 становника (према попису из 2011. било је 2.742 становника). На простору Београда је позната по извору минералне воде који се сматра лековитим, као и блато око њега. Крај села се налази складиште гаса, поред кога пролази пруга, тако да се Овча налази на једној од линија Беовоза. Овде се налази Железничка станица Овча.

## Историја
Овча је старо банатско насеље о којем се зна у турско време. Освојена је са падом Београда 1521. године. Касније 1537. године Овча се заједно са Београдом налази у добрима смедеревско-београдског санџак-бега Мехмеда Јахјапашића. Затим је увакуфљена 1548, када је подигнута бегова џамија у Београду. Помиње се Овча у Крушевском поменику, а настањена је између 1635-1665. године.
Аустријанци су 1688/1689. године пописали у том мочварном месту 60 домова. Када је Банат враћен Турцима, 1706. године Овча потпада под Мехмед-пашин вакуф а њен харач убира темишварски санџак. По попису из 1717. године ту је 40 домова. До 1742. године Овча припада панчевачком процесу, а од те године директно је под Панчевом. Овча је имала 1733. године цркву и свештеника поп Живана. Године 1736. је регистровано 30 домаћинстава, а предстојећи рат са Турцима и куга су угрозили опстанак села. Село су 1737-1739. године пљачкали и Аустријанци и Турци. Извештај из 11. октобра 1739. године наводи да су сви становници Овче са најнужнијим стварима пребегли преко Дунава у Србију. Део становника се после рата повратио у село. Ту је 2. октобра 1742. године разбојник капетан Дијак упао у село, ухватио, малтретирао и опљачкао кнеза и двојицу мештана. Овча је дефинитивно запустела 1746. године од када се води и издаје у аренду као Коморска пустара. Ту су на мочварном и жбуњевитом простору биле две аустријске граничарске стражарнице.
Овча је у 19. веку ушла у састав банатске војне границе. Када је 1873. године извршен попис после укидања банатске војне границе у месту је забележено: 10 Срба и 1570 Румуна. Укупно је тада било 1580 становника. Априла 1888. године била је велика поплава села од високог Дунава.
По државном шематизму православног клира у Угарској из 1846. године, Овча је православна парохија у саставу панчевачког протопрезвитерата. Православно парохијско звање је основано 1815 године од када се воде и матице венчаних и умрлих. Док се православна матица води од 1821. године. Православни храм је посвећен Св. цару Константину и царици Јелени, а парох те 1846. године био је поп Симеон Димитријевић, а капелан Илија Берић. У месту тада живи 1335 православних душа. У народној вероисповедној школи има 190 ђака које учи Павел Скумпија учитељ.
Парох Сима Димитријевић је 1854. године пренумерант једне религиозне књиге преведена са руског на српски језик.
У владичанском двору у Вршцу, за епископа Кенгелца и вршачко грађанство српски композитор Корнелије Станковић је са својом певачком групом извео три концерта 13, 16. и 17. маја 1856. године. Један од певача био је Павел Јанковић из Овче.
Године 1905. у Овчи (мађ. Bárányos) насељу у Торонталској жупанији живи само 12 Срба.
Нова румунска православна црква подигнута је у месту 1929-1931. године. Било је то на месту претходне, мале капеле, старе, трошне од набоја. По молби архиепископа румунске православне цркве у Карансебешу, пројекат је израдио панчевачки архитекта Радивој Предић. Радивој је био синовац сликара Уроша Предића. Мада је тражено од њега да црква буде у романском стилу, Предић је условио да мора бити у српско-византијском стилу. Он је хтео да да селу да српско обележје "пошто је то село некада, не баш толико давно - било скоро чисто српско село". То је било по њему видљиво по именима становника а и по слави Св. Петки (Параскеви) коју славе Овчани. Пошто се румунски владика сложио, посао је започет. Градњу је извео Стеван Катинчић градитељ из Земуна. Цена радова је достигла преко милион динара. Нови иконостас је требало да ради Урош Предић, али није због финансијских проблема. Употребљен је опет стари, мали неугледни иконостас. Архитекта Предић је касније урадио и пројекат зграде МНОО Овча.
Каса овчанске општине је нестала 1923, годинама је претраживан Дунавац у који је бачена, на лето 1938. је исушиван.
Село је било сиромашно до половине 1930-тих, када је дошло до преокрета захваљујући исушењу Панчевачког рита, чиме је добијена "најбоља земља у нашој држави". Плацеви у Овчи су тада били скупљи него у Панчеву.
Делимична електрификација (повезано 20 кућа) је извршена 1938. године, од стране инжињера Јосифа Ристића из Панчева. Године 1941. електромеханичар Јосиф Рајхенбах из Борче је на те електроинсталације повезао мотор са четири лампе. Струја је за време рата стизала из Панчева. Комплетирана је електрификација крајем Другог светског рата. У међуратном периоду су ископана два дубока бунара за воду. Један дубок 57 метара је избушен на Овчанским пашњацима 1934. године, али су га непознати људи ноћу затрпали. Други бунар је бушен 1939. године у општинском дворишту; био је то артески који је на дубини 92 метара избацивао слану воду и гас који је сагоревао.

## Демографија
У насељу Овча живи 2059 пунолетних становника, а просечна старост становништва износи 39,9 година (38,9 код мушкараца и 40,9 код жена). У насељу има 785 домаћинстава, а просечан број чланова по домаћинству је 3,27.
Становништво у овом насељу веома је нехомогено.
|             | \| Демографија[13] \| Демографија[13] \| Демографија[13] \| \| Година \| Становника \| Становника \| \| --------------- \| --------------- \| --------------- \| \| 1948. \| 1.950 \| \| \| 1953. \| 1.767 \| \| \| 1961. \| 2.926 \| \| \| 1971. \| 3.381 \| \| \| 1981. \| 2.530 \| \| \| 1991. \| 2.444 \| 2.312 \| \| 2002. \| 2.567 \| 2.614 \| \| 2011. \| 2.742 \| \| \| 2022. \| 3.494 \| \| |            |
| Демографија | |            |
| Година      | Становника | Становника |
| 1948.       | 1.950 |            |
| 1953.       | 1.767 |            |
| 1961.       | 2.926 |            |
| 1971.       | 3.381 |            |
| 1981.       | 2.530 |            |
| 1991.       | 2.444 | 2.312      |
| 2002.       | 2.567 | 2.614      |
| 2011.       | 2.742 |            |
| 2022.       | 3.494 |            |

| Етнички састав према попису из 2002.‍ | Етнички састав према попису из 2002.‍ | Етнички састав према попису из 2002.‍ | Етнички састав према попису из 2002.‍ | Етнички састав према попису из 2002.‍ |
| ------------------------------------ | ------------------------------------ | ------------------------------------ | ------------------------------------ | ------------------------------------ |
|                                      |                                      |                                      |                                      |                                      |
| Срби                                 | Срби                                 |                                      | 1.642                                | 63,96%                               |
| Румуни                               | Румуни                               |                                      | 705                                  | 27,46%                               |
| Роми                                 | Роми                                 |                                      | 35                                   | 1,36%                                |
| Југословени                          | Југословени                          |                                      | 22                                   | 0,85%                                |
| Македонци                            | Македонци                            |                                      | 16                                   | 0,62%                                |
| Муслимани                            | Муслимани                            |                                      | 7                                    | 0,27%                                |
| Мађари                               | Мађари                               |                                      | 7                                    | 0,27%                                |
| Хрвати                               | Хрвати                               |                                      | 6                                    | 0,23%                                |
| Црногорци                            | Црногорци                            |                                      | 5                                    | 0,19%                                |
| Русини                               | Русини                               |                                      | 5                                    | 0,19%                                |
| Горанци                              | Горанци                              |                                      | 5                                    | 0,19%                                |
| Руси                                 | Руси                                 |                                      | 3                                    | 0,11%                                |
| Словенци                             | Словенци                             |                                      | 2                                    | 0,07%                                |
| Немци                                | Немци                                |                                      | 2                                    | 0,07%                                |
| Албанци                              | Албанци                              |                                      | 2                                    | 0,07%                                |
| Бугари                               | Бугари                               |                                      | 1                                    | 0,03%                                |
| непознато                            | непознато                            |                                      | 94                                   | 3,66%                                |

| \| \| м \| \| \| ж \| \| ? \| 4 \| \| \| 8 \| \| 80+ \| 20 \| \| \| 34 \| \| 75—79 \| 37 \| \| \| 41 \| \| 70—74 \| 65 \| \| \| 74 \| \| 65—69 \| 70 \| \| \| 74 \| \| 60—64 \| 59 \| \| \| 75 \| \| 55—59 \| 54 \| \| \| 57 \| \| 50—54 \| 108 \| \| \| 100 \| \| 45—49 \| 115 \| \| \| 125 \| \| 40—44 \| 103 \| \| \| 89 \| \| 35—39 \| 84 \| \| \| 80 \| \| 30—34 \| 76 \| \| \| 72 \| \| 25—29 \| 102 \| \| \| 96 \| \| 20—24 \| 85 \| \| \| 79 \| \| 15—19 \| 86 \| \| \| 88 \| \| 10—14 \| 78 \| \| \| 66 \| \| 5—9 \| 70 \| \| \| 70 \| \| 0—4 \| 69 \| \| \| 54 \| \| Просек : \| 38,9 \| \| \| 40,9 \| |      |  |  |      |
| |      |  |  |      |
| | м    |  |  | ж    |
| ? | 4    |  |  | 8    |
| 80+ | 20   |  |  | 34   |
| 75—79 | 37   |  |  | 41   |
| 70—74 | 65   |  |  | 74   |
| 65—69 | 70   |  |  | 74   |
| 60—64 | 59   |  |  | 75   |
| 55—59 | 54   |  |  | 57   |
| 50—54 | 108  |  |  | 100  |
| 45—49 | 115  |  |  | 125  |
| 40—44 | 103  |  |  | 89   |
| 35—39 | 84   |  |  | 80   |
| 30—34 | 76   |  |  | 72   |
| 25—29 | 102  |  |  | 96   |
| 20—24 | 85   |  |  | 79   |
| 15—19 | 86   |  |  | 88   |
| 10—14 | 78   |  |  | 66   |
| 5—9 | 70   |  |  | 70   |
| 0—4 | 69   |  |  | 54   |
| Просек : | 38,9 |  |  | 40,9 |

| Година пописа     | 1948. | 1953. | 1961. | 1971. | 1981. | 1991. | 2002. |
| ----------------- | ----- | ----- | ----- | ----- | ----- | ----- | ----- |
| Број домаћинстава | 420   | 426   | 784   | 1.000 | 718   | 665   | 785   |

| Број чланова      | 1   | 2   | 3   | 4   | 5  | 6  | 7  | 8 | 9 | 10 и више | Просек |
| ----------------- | --- | --- | --- | --- | -- | -- | -- | - | - | --------- | ------ |
| Број домаћинстава | 123 | 171 | 145 | 191 | 71 | 55 | 20 | 7 | 1 | 1         | 3,27   |

| Пол    | Укупно | Неожењен/Неудата | Ожењен/Удата | Удовац/Удовица | Разведен/Разведена | Непознато |
| ------ | ------ | ---------------- | ------------ | -------------- | ------------------ | --------- |
| Мушки  | 1.068  | 320              | 665          | 51             | 31                 | 1         |
| Женски | 1.092  | 224              | 662          | 163            | 40                 | 3         |
| УКУПНО | 2.160  | 544              | 1.327        | 214            | 71                 | 4         |

| Пол    | Укупно                    | Пољопривреда, лов и шумарство | Рибарство                            | Вађење руде и камена | Прерађивачка индустрија       |
| ------ | ------------------------- | ----------------------------- | ------------------------------------ | -------------------- | ----------------------------- |
| Мушки  | 556                       | 168                           | 0                                    | 1                    | 115                           |
| Женски | 432                       | 135                           | 0                                    | 1                    | 78                            |
| Укупно | 988                       | 303                           | 0                                    | 2                    | 193                           |
|        |                           |                               |                                      |                      |                               |
| Пол    | Производња и снабдевање   | Грађевинарство                | Трговина                             | Хотели и ресторани   | Саобраћај, складиштење и везе |
| Мушки  | 11                        | 40                            | 65                                   | 5                    | 54                            |
| Женски | 1                         | 13                            | 57                                   | 11                   | 15                            |
| Укупно | 12                        | 53                            | 122                                  | 16                   | 69                            |
|        |                           |                               |                                      |                      |                               |
| Пол    | Финансијско посредовање   | Некретнине                    | Државна управа и одбрана             | Образовање           | Здравствени и социјални рад   |
| Мушки  | 4                         | 22                            | 22                                   | 7                    | 4                             |
| Женски | 5                         | 22                            | 5                                    | 28                   | 43                            |
| Укупно | 9                         | 44                            | 27                                   | 35                   | 47                            |
|        |                           |                               |                                      |                      |                               |
| Пол    | Остале услужне активности | Приватна домаћинства          | Екстериторијалне организације и тела | Непознато            | Непознато                     |
| Мушки  | 19                        | 0                             | 0                                    | 19                   | 19                            |
| Женски | 10                        | 0                             | 0                                    | 8                    | 8                             |
| Укупно | 29                        | 0                             | 0                                    | 27                   | 27                            |

## Галерија фотографија
- Дом здравља
- Православна црква
- Тзв. Бања у Овчи, са лековитом водом и блатом
- Једна од улица